# Wacław Jaxa-Aksentowicz
Wacław Jaxa-Aksentowicz (ur. 30 marca 1889 w Ceniowie, zm. 25 lutego 1924 we Lwowie) – major artylerii Wojska Polskiego.

## Życiorys
Urodził się 30 marca 1889 w Ceniowie, w ówczesnym powiecie brzeżańskim Królestwa Galicji i Lodomerii, w rodzinie Ludwika (1841–1925), podporucznika weterana powstania styczniowego.
Odbył obowiązkową służbę wojskową w cesarskiej i królewskiej Armii w charakterze jednorocznego ochotnika. Na stopień kadeta rezerwy został mianowany ze starszeństwem z 1 stycznia 1910 i wcielony do Pułku Armat Polowych Nr 30 w Przemyślu. W 1913 został mianowany chorążym rezerwy ze starszeństwem z 1 stycznia 1910. W czasie I wojny światowej walczył kolejno w szeregach Pułku Armat Polowych Nr 30, Dywizjonu Haubic Ciężkich Nr 10 i Pułku Artylerii Polowej Ciężkiej Nr 24. W międzyczasie został mianowany nadporucznikiem rezerwy ze starszeństwem z 1 lutego 1916, a później przemianowany na oficera zawodowego w tym samym stopniu i starszeństwie z 1 stycznia 1915.
9 września 1920 został zatwierdzony z dniem 1 kwietnia 1920 w stopniu kapitana, w artylerii, w grupie oficerów byłej armii austro-węgierskiej. Pełnił wówczas służbę w Centralnym Obozie Podoficerskich Szkół Artylerii. 1 czerwca 1921 pełnił służbę w 16 Pułku Artylerii Polowej. Później został przeniesiony do 4 Pułku Artylerii Polowej w Inowrocławiu. 3 maja 1922 został zweryfikowany w stopniu majora ze starszeństwem z 1 czerwca 1919 i 98. lokatą w korpusie oficerów artylerii. W 1923 był dowódcą II dywizjonu.
Zmarł 25 lutego 1924 we Lwowie. Został pochowany na Cmentarzu Łyczakowskim we Lwowie. W tym samym grobowcu została pochowana Maria Jaxa-Aksentowiczowa z Czaykowskich (zm. 15 marca 1903).

## Odznaczenia
W czasie służby w c. i k. Armii otrzymał:
- Srebrny Medal Zasługi Wojskowej z mieczami na wstążce Krzyża Zasługi Wojskowej,
- Brązowy Medal Zasługi Wojskowej z mieczami na wstążce Krzyża Zasługi Wojskowej,
- Złoty Medal Waleczności,
- Krzyż Wojskowy Karola[7].